# Войцех Алоїзій Свєнтославський
Войцех Алоїзій Свєнтославський (пол. Wojciech Alojzy Świętosławski, 21 червня 1881, Кириївка (нині Любарський район, Житомирська область) — 29 квітня 1968, Варшава) — польський фізико-хімік.

## Біографія
Войцех Свєнтославський народився на Житомирщині. У 1906 закінчив хімічне відділення Київського політехнічного інституту з кваліфікацією інженера-технолога та дипломом І ступеня.
Науковими дослідженнями почав займатися ще в студентські роки, надрукував дві статті у співавторстві зі своїм керівником професором В. Г. Шапошниковим. З 1908 на посаді асистента кафедри фарбувальної технології КПІ. Згодом лекційний асистент кафедри неорганічної хімії, професорський стипендіат у галузі термохімії, керував дипломними роботами з фізичної хімії.
Протягом 1910—1918 років викладав у Московському університеті. З 1918 на посаді професора у Варшавському політехнічному інституті (1918—1939, 1946—1951) і Варшавському університеті (1918—1929, 1947—1960). Був ректором Варшавського політехнічного інституту, міністром релігійних конфесій і народної освіти Польщі (1935—1939).
Під час Другої світової війни викладав в університетах США. Згодом повернувся до Польщі і викладав у Варшавському університеті, працював в Академії наук Польщі, був віце-президентом Міжнародного союзу теоретичної та прикладної хімії. Працював директором Інституту фізичної хімії Польської АН (1955—1961).

## Наукова діяльність
Як науковець Войцех Свєнтославський став відомим завдяки роботам з термохімії органічних речовин, а в 1911 році навіть отримав малу Менделєєвську премію. Колеги вважали його винятково обдарованим експериментатором. Після захисту у Київському університеті магістерської дисертації «Діазосполуки — термохімічні дослідження» йому було присвоєно одразу ступінь доктора хімії.
Войцех Свєнтославський вважається основоположником термохімії органічних сполук, фундатором нового напрямку фізичної хімії — поліазеотропії. Він розробив методики калориметричних вимірювань та теорії процесів коксування і переробки кам'яновугільної смоли, винахідник мікрокалориметра.

## Відзнаки
У 1951 та 1953 був відзначений Державною науковою премією Польщі. Його 6 разів номінували на здобуття Нобелівської премії. 30 серпня 2013 біля корпусу № 4 НТУУ «КПІ» йому відкрито пам'ятник.